# R. Gordon Douglas
Robert Gordon Douglas (* 17. April 1934 in New York City) ist ein US-amerikanischer Mediziner, der sich mit Infektionskrankheiten befasst.
Douglas studierte an der Princeton University mit dem Bachelor-Abschluss 1955 und an der Cornell University mit der Promotion in Medizin (M.D.) 1959. Seine Facharztausbildung absolvierte er am New York Hospital (wo er Chief Resident war). 1963 bis 1966 forschte er am National Institute of Allergy and Infectious Diseases und 1966 wurde er Instructor und später Associate Professor am Baylor College und 1970 Associate Professor und 1974 Professor an der University of Rochester. 1982 wurde er Chefarzt am New York Hospital und Professor an der Cornell University (Leiter der Medizinischen Fakultät). 1990 ging er zu Merck und wurde dort 1991 Leiter der Impfstoff-Abteilung, die er neu aufbaute, nachdem man dort schon überlegt hatte die Impfstoffentwicklung aufzugeben. Nachdem er 1999 bei Merck in den Ruhestand gegangen war, widmete er sich Lobbyarbeit für die Entwicklung eines Tuberkulose-Impfstoffs.
Er befasst sich mit Pathogenese von Viruserkrankungen der Atemwege (Rhinovirus, Respiratory-Syncytial-Virus), antiviraler Chemotherapie (wie Amantadin, Rimantadin gegen Grippe), Impfungen, Grippe, klinischer Virologie und Immunoglobulin A.
2000 erhielt er den Maxwell Finland Award. Er ist Mitglied des Institute of Medicine der National Academies. Er war Mitglied des National Vaccine Advisory Committee und der Children’s Vaccine Initiative Consulting Group der WHO. Er ist Berater des Vaccine Research Center der National Institutes of Health.
Er ist seit 1956 verheiratet und hat drei Kinder.